# حيز لفافي أمامي للفخذ
يحتوي الحيز اللفافي الأمامي للفخذ (بالإنجليزية: Anterior compartment of thigh)‏على العضلات الباسطة لـ الركبة والورك العضلات القابضة.
فهي تحتوي على العضلات الخمس التالية:
- العضلة الخياطية (هي أطول عضلة في جسم الإنسان).
- العضلة رباعية الرؤوس (العضلة المستقيمة الفخذية والعضلة المتسعة الوحشية والعضلة العريضة المتوسطة والعضلة المتسعة الإنسية).

يتم تزويد الحيز الأمامي للفخذ (فضلاً عن العَضَلَةُ العانِيَّة من الحَيِّز الوسطي) بالأعصاب من خلال العصب الفخذي. ورغم ذلك تُعتبر العَضَلَة الحَرْقَفِيَّة القَطَنِيَّة في بعض الأحيان جزءًا من عضلات الحَيِّز الأمامي للفخذ؛ موجز عنوان الطرف السفلي  ولا تشارك أجزاء العضلة الحَرْقَفِيَّة والعَضَلَة القَطَنِيَّة في نفس الأعصاب. بينما لا يتم يتم تزويد العضلة الحَرْقَفِيَّة بالأعصاب من العصب الفخذي، حيث يتم تزويد العَضَلَة القَطَنِيَّة بالأعصاب عن طريق الأَعْصاب البَطْنِيَّة L1-L3. ومن الجدير بالذكر أن عَضَلَة مَفْصِلِ الرُّكْبَة قد تشتمل في بعض الأحيان على تجمع الحَيِّز الأمامي. موجز عنوان الطرف السفلي.

## صور إضافية

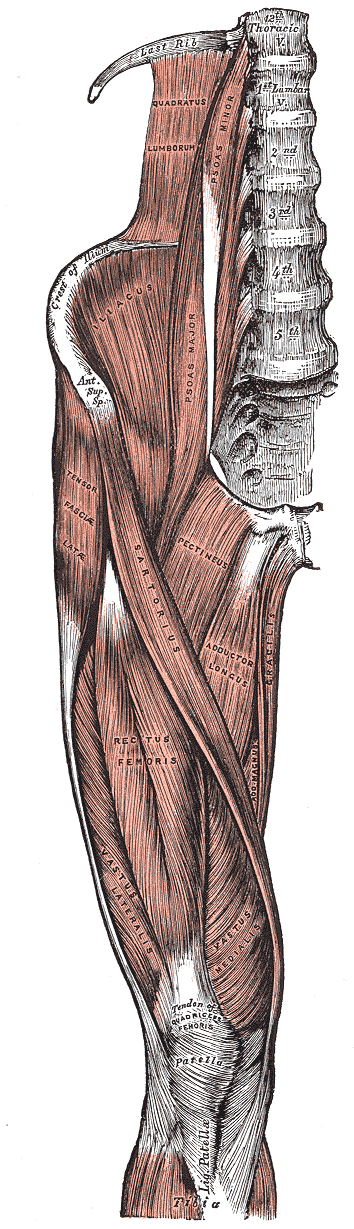
الجانب الأمامي من الساق اليمنى.
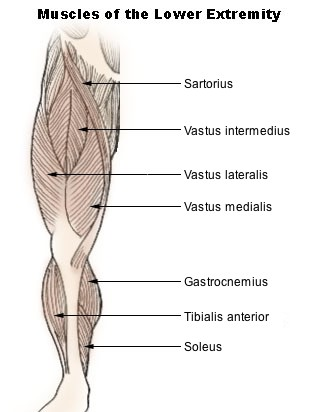
عضلات الطَّرَف السُّفْلِيّ.
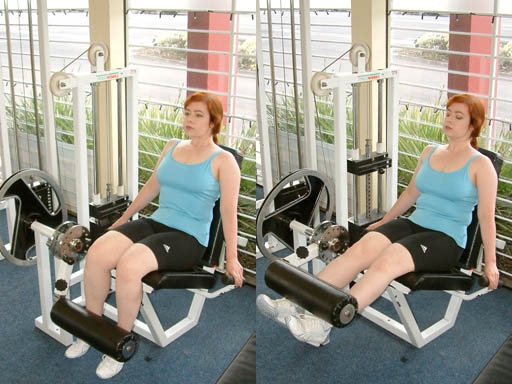
انبساط الساق هو أحد التمارين المنفردة.

## وصلات خارجية
- Overview at stanford.edu